# Xylobium colleyi
Xylobium colleyi é uma espécie de planta do gênero Xylobium e da família Orchidaceae. 
Xylobium colleyi foi descrito por Lindley em 1838 como Maxillaria colleyi, através da coleta realizada na Guiana, na região de Demerara, em data não especificada. Posteriormente, foi transferido para o gênero Xylobium por Rolfe em 1890. Algumas das características evidentes desta espécie são as longas brácteas florais e labelos inteiros. 

## Taxonomia
A espécie foi descrita em 1890 por Robert Allen Rolfe. 
Os seguintes sinônimos já foram catalogados:  
- Maxillaria brachypus  Rchb.f.
- Maxillaria rebellis  Rchb.f.
- Xylobium brachypus  (Rchb.f.) Hemsl.
- Xylobium brachystachyum  Kraenzl.
- Xylobium rebellis  (Rchb.f.) Schltr.
- Maxillaria colleyi  Batem. ex Lindl.

## Forma de vida
É uma espécie epífita e herbácea. 

## Descrição
Planta epífita. Pseudobulbo ovado. Ela tem folhas elípticas a lanceoladas, ápice obtuso a agudo. Inflorescências paucifloras. Sépalas brancas a amarelas, pintalgadas de marrom; a dorsal oblonga a elíptica, ápice obtuso; as laterais semelhantes a dorsal. Pétalas brancas a amarelas, pintalgadas de marrom, oblongo-lanceoladas, ápice obtuso. Possui labelo branco com manchas marrons, margem e ápice pretos; inteiro, oblongo, disco sem calos e verrugoso. Coluna branca a amarela, pintalgada de marrom, arqueada. 
| Raiz           | Raiz       |
| -------------- | ---------- |
| fasciculada    | presente   |
| Caule          |            |
| pseudobulbo    | presente   |
| Folha          |            |
| folha          | 1          |
| Inflorescência |            |
| tipo           | pauciflora |
| Flor           |            |
| labelo         | inteiro    |
| Fruto          |            |
| tipo           | cápsula    |
| Semente        |            |
| muitas         | presente   |

## Conservação
A espécie faz parte da Lista Vermelha das espécies ameaçadas do estado do Espírito Santo, no sudeste do Brasil. A lista foi publicada em 13 de junho de 2005 por intermédio do decreto estadual nº 1.499-R. 

## Distribuição
A espécie é encontrada nos estados brasileiros de Bahia, Espírito Santo, Paraná, Rio de Janeiro, Rio Grande do Sul, Santa Catarina e São Paulo. 
Em termos ecológicos, é encontrada nos  domínios fitogeográficos de Floresta Amazônica e Mata Atlântica, em regiões com vegetação de floresta ombrófila pluvial.